# 2. Liga 2023-2024 (Austria)
La 2. Liga 2023-2024, anche nota come Admiral 2. Liga 2023-2024, è la 50ª edizione della seconda divisione del campionato austriaco di calcio e si disputa tra il 27 luglio 2023 e il 25 maggio 2024.

## Novità
Dalla scorsa stagione è stato promosso in Bundesliga il Blau-Weiß Linz, mentre sono stati retrocessi in Regionalliga Vorwärts Steyr, Rapid Vienna II e Austria Vienna II.
Dalla Bundesliga è stato retrocesso il Ried, mentre sono stati promossi dalla Regionalliga Leoben, SW Bregenz e Stripfing, rispettivamente dai gironi MItte, West e Ost.

## Squadre partecipanti
| Club             | Città                  | Stadio                    | Stagione precedente      |
| ---------------- | ---------------------- | ------------------------- | ------------------------ |
| Admira Wacker M. | Mödling                | BSFZ-Arena                | 10° in 2. Liga           |
| Bregenz          | Bregenz                | ImmoAgentur Stadion       | 1° in Regionalliga West  |
| Dornbirn         | Dornbirn               | Birkenwiese               | 11° in 2. Liga           |
| First Vienna     | Vienna                 | Hohe Warte                | 7° in 2. Liga            |
| Floridsdorfer    | Vienna                 | Leopold Stroh             | 6° in 2. Liga            |
| Grazer AK        | Graz                   | Stadion Graz-Liebenau     | 2° in 2. Liga            |
| Kapfenberger     | Kapfenberg             | Franz Fekete Stadion      | 12° in 2. Liga           |
| Leoben           | Leoben                 | Donawitz Stadium          | 1° in Regionalliga Mitte |
| Liefering        | Liefering (Salisburgo) | Untersberg Arena (Grödig) | 9° in 2. Liga            |
| Ried             | Ried im Innkreis       | Keine Sorgen Arena        | 12° in Bundesliga        |
| SKU Amstetten    | Amstetten              | Ertl Glas Stadion         | 5° in 2. Liga            |
| St. Pölten       | Sankt Pölten           | NV Arena                  | 3° in 2. Liga            |
| Stripfing        | Weikendorf             | Sportplatz Stripfing      | 1° in Regionalliga Ost   |
| Sturm Graz II    | Graz                   | Stadion Graz-Liebenau     | 13° in 2. Liga           |
| SV Lafnitz       | Lafnitz                | Sportplatz Lafnitz        | 8° in 2. Liga            |
| SV Horn          | Horn                   | Sportplatz Horn           | 4° in 2. Liga            |

## Classifica finale
|  | Pos. | Squadra          | Pt | G  | V  | N | P  | GF | GS | DR  |
|  | ---- | ---------------- | -- | -- | -- | - | -- | -- | -- | --- |
|  | 1.   | Grazer AK        | 55 | 24 | 17 | 4 | 3  | 43 | 21 | +22 |
|  | 2.   | Ried             | 44 | 24 | 10 | 9 | 5  | 53 | 20 | +33 |
|  | 3.   | Floridsdorfer    | 42 | 24 | 10 | 6 | 4  | 33 | 19 | +14 |
|  | 4.   | Leoben           | 41 | 24 | 13 | 9 | 12 | 39 | 24 | +15 |
|  | 5.   | Admira Wacker M. | 40 | 24 | 10 | 5 | 15 | 43 | 44 | -1  |
|  | 6.   | Liefering        | 36 | 24 | 10 | 4 | 16 | 43 | 56 | -13 |
|  | 7.   | First Vienna     | 36 | 24 | 12 | 9 | 9  | 41 | 30 | +11 |
|  | 8.   | St. Pölten       | 35 | 24 | 13 | 9 | 8  | 38 | 33 | +5  |
|  | 9.   | Horn             | 33 | 24 | 9  | 7 | 14 | 40 | 56 | -16 |
|  | 10.  | Lafnitz          | 33 | 24 | 10 | 6 | 14 | 39 | 42 | -3  |
|  | 11.  | Bregenz (-3)     | 32 | 24 | 17 | 5 | 8  | 46 | 28 | +18 |
|  | 12.  | Kapfenberger     | 29 | 24 | 12 | 5 | 13 | 48 | 46 | +2  |
|  | 13.  | Stripfing        | 27 | 24 | 11 | 4 | 15 | 52 | 54 | -2  |
|  | 14.  | Dornbirn         | 23 | 24 | 7  | 9 | 14 | 33 | 55 | -22 |
|  | 15.  | Sturm Graz II    | 20 | 24 | 8  | 8 | 14 | 36 | 54 | -18 |
|  | 16.  | Amstetten        | 11 | 24 | 7  | 9 | 15 | 34 | 61 | -27 |

Legenda:
      Promozione in Bundesliga
      Retrocessione in Regionalliga
Leoben retrocessa per bancarotta.
Amstetten ripescata a completamento dei quadri.
Sturm Graz 2 reintegrata per rinunce fra le promosse.
Regolamento:

Tre punti per la vittoria, uno per il pareggio, zero per la sconfitta.
In caso di arrivo di due o più squadre a pari punti, la graduatoria verrà stilata secondo la classifica avulsa tra le squadre interessate che prevede, in ordine, i seguenti criteri:
- Punti generali
- Differenza reti generale
- Reti realizzate in generale
- Partite vinte in generale
- Partite vinte in trasferta
- Punti negli scontri diretti
- Differenza reti negli scontri diretti
- Differenza reti generale
- Sorteggio